# 阿诺德·帕尔默
阿诺德·丹尼尔·帕尔默（英語：Arnold Daniel Palmer，1929年9月10日—2016年9月25日），美国职业高尔夫球手。自1955年起，他获得过数十个PGA巡回赛及冠军巡回赛的冠军。自1950年代电视体育节目得到普及之后，帕尔默是美国第一位广为人知的体育明星，他的高超球技和迷人风度吸引了大批球迷，也得到了“国王”这一昵称。同时，在高尔夫运动的推广过程中，他与杰克·尼克劳斯、加里·普莱尔并称“高球三巨头”。早在1974年帕尔默就被列入世界高尔夫球名人堂，并在1998年荣获PGA巡回赛终身成就奖。

## 职业生涯概况

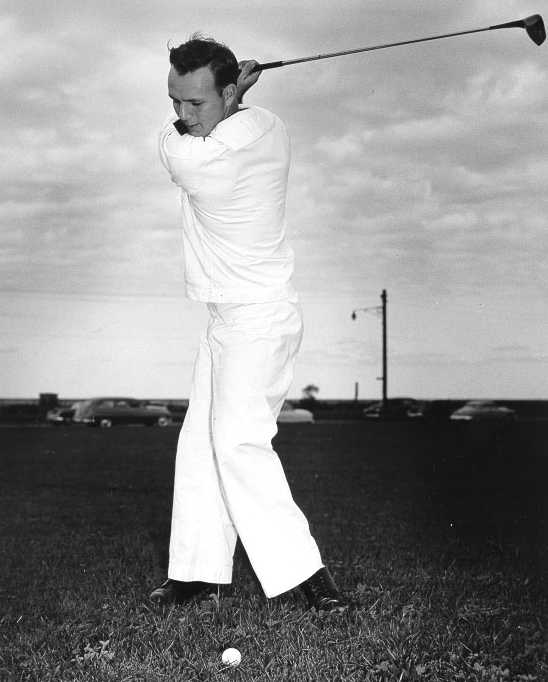
1953年在海岸警卫队服役期间打球的帕尔默

帕尔默出生于美国宾夕法尼亚州拉特罗布市。他的父亲迪肯·帕尔默（Deacon Palmer）是当地一家高尔夫球球会的职业球员和果岭维护员，同时也是他的启蒙教练。在小帕尔默7岁时，他就在Bentley Creek球场打出了70杆的成绩。当时年幼的帕尔默只能在没有成年人球员打球的时间段里偷偷练习。之后入读维克弗斯特大学的帕尔默选择了高尔夫球专业。但在他的好友巴德·沃珊（Bud Worsham）去世后，他离开了学校，加入了美国海岸警卫队，并在那里服役三年，其间依旧练习高尔夫球。1954年，帕尔默一举夺得美国业余高尔夫球锦标赛的冠军，这让他下决心参加职业高尔夫球赛。这一年他在宾夕法尼亚州的一场球赛上结识了后来成为他妻子的威妮弗蕾德·沃尔泽(Winifred Walzer)。两人在1955年携手参加了一系列球赛。1955年是帕尔默职业生涯的首个赛季，他立即获得了当年的加拿大公开赛的冠军，并在此后几个赛季中迅速提升了自己的排名。
帕尔默的个人魅力吸引了大批电视观众观看比赛，从而极大地促进了1950年代高尔夫球运动的推广和普及。他在1958年赢得的美国名人赛冠军奠定了他在职业球坛的地位，1960年他成为美国著名体育经纪人马克·麦考马克的重要客户。在日后的访问谈话中，麦考马克指出帕尔默获得成功的五个要素：英俊的相貌；较为平凡的出身背景；敢于进取和坦率的比赛风格；在早期电视转播比赛中紧张刺激的比赛过程；对球迷和媒体的亲和力。
帕尔默对于英国公开赛在美国的推广也发挥了很大影响。自从1953年本·霍根（Ben Hogan）赢得该项赛事冠军后，美国本土球员不大愿意远赴欧洲参加这个比赛。其原因是高昂的旅行费用、相对较少的奖金和陌生的苏格兰风格林克斯球场（Links，意指建在海边的狭长沙地球场）。但是帕尔默的经纪人麦考马克建议说，如果能仿效鲍勃·琼斯（Bobby Jones）、山姆·施奈德（Sam Snead）以及霍根等人，在英国公开赛取得成功，那么帕尔默将不再仅仅是美国国内的知名球员，而会成为世界性的顶尖球手。听取了上述建议的帕尔默在1960年远赴重洋，希望在当年一举夺得三大满贯赛事（他已经赢得了当年的美国名人赛和美国公开赛），从而赶超霍根在1953年创造的成绩。但是他最后以微弱的差距输给了凯尔·纳格（Kel Nagle）。尽管如此，此后两年帕尔默仍坚持参加，并接连获得英国公开赛冠军，这极大地提升了美国球手参加这项赛事的积极性，同时也使帕尔默成为欧美两地家喻户晓的球星。
帕尔默在职业生涯中，共赢得过7次大满贯赛的冠军（唯独没有赢得过PGA锦标赛）：
- 美国名人赛: 1958, 1960, 1962, 1964
- 美国公开赛: 1960
- 英国公开赛: 1961, 1962

帕尔默在1960年至1963年期间达到其鼎盛时期。在这四个赛季中一共赢得29个PGA巡回赛冠军。在1960年，他还赢得了奖励给当年度最优秀职业运动员的西考克腰带（Hickok Belt），并被《运动画刊》评为年度最佳体育人物。他拥有庞大的球迷群体，后者往往被称为“阿尼军团（Arnie's Army）”。1967年，阿诺德成为首个收入达到100万美元的PGA巡回赛球员。到了1960年中后期，随着杰克·尼克劳斯和加里·普莱尔的异军突起，帕尔默的成绩不再辉煌，但仍保持着每年一项PGA巡回赛冠军的稳定成绩直至1970年，甚至到了1971年，他再度发威，夺去了当年4项赛事的冠军。
帕尔默四度获得瓦登杯（Vardon Trophy）：1961, 1962, 1964, and 1967；还六次代表美国参加莱德杯（Ryder Cup）：1961, 1963（担任最后出场的主将）, 1965, 1967, 1971, and 1973。他也是1975年莱德杯赛美国队的领队。 
帕尔默从1980年起开始参加为中老年选手组织的“高级PGA巡回赛”（现名为冠军巡回赛，Champions Tour），同时也是这项赛事得以成功开展的焦点人物之一。在这个巡回赛中，他共计赢得10项赛事，包括5项冠军巡回赛中的大满贯赛事。
帕尔默赢得了在英格兰举办的首届世界比洞赛锦标赛（World Match Play Championship），这项赛事是由他的商业伙伴麦考马克策划的。两人的长期无间合作也成为体育商业化历史中的经典案例之一。帕尔默对于赞助商和公众具有极大的魅力，这使得他即使多年未获得比赛冠军却仍位列高收入球手名单之中。

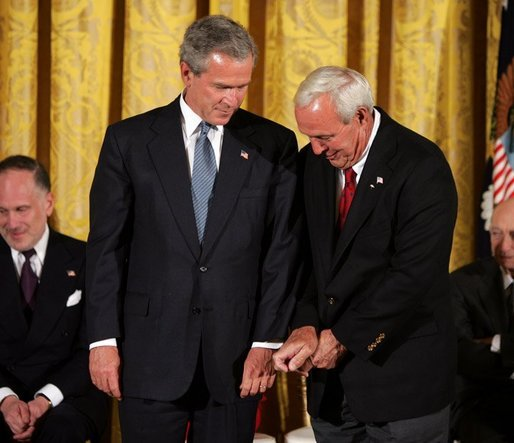
帕尔默在获颁总统自由勋章的仪式上向小布什总统传授击球秘诀

2004年美国名人赛是帕尔默连续50次也是最后1次参加这项赛事。而2005年他在美国高级公开赛上未能进入后半阶段，之后他宣布不再参加任何冠军锦标赛大满贯赛事。从2007年起，帕尔默开始担任美国名人赛的名誉开球嘉宾。他最后一次出现在职业球场上，是在2006年10月13日，当时他参加冠军巡回赛的管理者小型企业精英赛（Administaff Small Business Classic），中途他对自己的发挥不甚满意，此后他不再参加职业比赛。2004年海湾山邀请赛（Bay Hill Invitational）上，帕尔默再一次上演了激动人心的一幕。当时他距离被水障碍包围的18号果岭约有200码，素以积极进取打法著称的帕尔默以一杆长打杆成功地将球击上果岭。这精彩一击让他的忠实球迷们激动不已，也使他本人极度兴奋，他转身与担任球童的外孙山姆·桑德斯（Same Saunders）开心戏耍以庆祝这一时刻。
与许多成功球员一样，帕尔默在球场之外还拥有一个庞大的产业帝国。他拥有一个高尔夫球场即“海湾山高尔夫球俱乐部”（Bay Hill Club and Lodge），该球场也是PGA巡回赛赛事之一的阿诺德·帕尔默邀请赛（Arnold Palmer Invitational，前身是海湾山邀请赛，自2007年起改为现名）的主办地；他还协助创立了高尔夫专业电视频道“高尔夫频道”（The Golf Channel）；帕尔默也是中华人民共和国内第一个高尔夫球场的设计顾问。帕尔默于1972年成立了一家球场设计事务所，目前该事务所总部迁至佛罗里达州奥兰多市。1971年，帕尔默还将他幼年时练球的拉特罗布乡村俱乐部的所有权收入名下。
在2000年，帕尔默被《高尔夫文摘》（Golf Digest）评选为史上最伟大高尔夫球员第6名。同时，根据该杂志的统计，帕尔默在逾53年中参加了734场PGA巡回赛比赛，共赢得了1861857美元的奖金；另外在2008年他在比赛之外的产业中共获得了约3000万美元的收入。
目前帕尔默定居在佛罗里达州海湾山高尔夫球俱乐部附近。

## 业余比赛冠军 (2)
- 1953 Evergreen Pitch and Putt Invitational
- 1954年美国业余高尔夫球锦标赛

## 职业比赛冠军 (94)
阿诺德·帕尔默在其职业生涯中一共获得过94个比赛冠军，其中包括62个PGA巡回赛冠军和10个冠军巡回赛冠军。

## 四大满贯赛事

### 冠军 (7)
| 年份 | 赛事           | 54洞     | 夺冠成绩              | 冠亚军分差 | 亚军                                                         |
| ---- | -------------- | -------- | --------------------- | ---------- | ------------------------------------------------------------ |
| 1958 | 美国名人赛     | 暂时并列 | -4 (70-73-68-73=284)  | 1 杆       | 道格·福特（Doug Ford）, 佛瑞德·霍金斯（Fred Hawkins）        |
| 1960 | 美国名人赛 (2) | 领先1杆  | -6 (67-73-72-70=282)  | 1 杆       | 肯·文图瑞（Ken Venturi）                                     |
| 1960 | 美国公开赛     | 落后7杆  | -4 (72-71-72-65=280)  | 2杆        | 杰克·尼克劳斯（Jack Nicklaus）                               |
| 1961 | 英国公开赛     | 领先1杆  | -8 (70-73-69-72=284)  | 1杆        | 戴伊·里斯（Dai Rees）                                        |
| 1962 | 美国名人赛 (3) | 领先2杆  | -8 (70-66-69-75=280)  | 附加赛 1   | 加里·普莱尔（Gary Player）, 道·芬斯特沃德（Dow Finsterwald） |
| 1962 | 英国公开赛 (2) | 领先5杆  | -12 (71-69-67-69=276) | 6杆        | 凯尔·纳格（Kel Nagle）                                       |
| 1964 | 美国名人赛 (4) | 领先5杆  | -12 (69-68-69-70=276) | 6 杆       | 戴夫·玛尔（Dave Marr）, 杰克·尼克劳斯                        |

1 在18洞附加赛中击败加里·普莱尔和道·芬斯特沃德（Dow Finsterwald），三人成绩：帕尔默68杆、普莱尔71杆、芬斯特沃德77杆。

### 四大赛历届赛事成绩一览
| 赛事       | 1953 | 1954 | 1955 | 1956 | 1957 | 1958 | 1959 |
| ---------- | ---- | ---- | ---- | ---- | ---- | ---- | ---- |
| 美国名人赛 | DNP  | DNP  | T10  | 21   | T7   | 1    | 3    |
| 美国公开赛 | CUT  | CUT  | T21  | 7    | CUT  | T23  | T5   |
| 英国公开赛 | DNP  | DNP  | DNP  | DNP  | DNP  | DNP  | DNP  |
| PGA锦标赛  | DNP  | DNP  | DNP  | DNP  | DNP  | T40  | T14  |

| 赛事       | 1960 | 1961 | 1962 | 1963 | 1964 | 1965 | 1966 | 1967 | 1968 | 1969 |
| ---------- | ---- | ---- | ---- | ---- | ---- | ---- | ---- | ---- | ---- | ---- |
| 美国名人赛 | 1    | T2   | 1    | T9   | 1    | T2   | T4   | 4    | CUT  | 27   |
| 美国公开赛 | 1    | T14  | 2    | 2    | T5   | CUT  | 2    | 2    | 59   | T6   |
| 英国公开赛 | 2    | 1    | 1    | T26  | DNP  | 16   | T8   | DNP  | T10  | DNP  |
| PGA锦标赛  | T7   | T5   | T17  | T40  | T2   | T33  | T6   | T14  | T2   | WD   |

| 赛事       | 1970 | 1971 | 1972 | 1973 | 1974 | 1975 | 1976 | 1977 | 1978 | 1979 |
| ---------- | ---- | ---- | ---- | ---- | ---- | ---- | ---- | ---- | ---- | ---- |
| 美国名人赛 | T36  | T18  | T33  | T24  | T11  | T13  | CUT  | T24  | T37  | CUT  |
| 美国公开赛 | T54  | T24  | 3    | T4   | T5   | T9   | T50  | T19  | CUT  | T59  |
| 英国公开赛 | 12   | DNP  | T7   | T14  | DNP  | T16  | T55  | 7    | T34  | DNP  |
| PGA锦标赛  | T2   | T18  | T16  | CUT  | T28  | T33  | T15  | T19  | CUT  | CUT  |

| 赛事       | 1980 | 1981 | 1982 | 1983 | 1984 | 1985 | 1986 | 1987 | 1988 | 1989 |
| ---------- | ---- | ---- | ---- | ---- | ---- | ---- | ---- | ---- | ---- | ---- |
| 美国名人赛 | T24  | CUT  | 47   | T36  | CUT  | CUT  | CUT  | CUT  | CUT  | CUT  |
| 美国公开赛 | 63   | CUT  | CUT  | T60  | DNP  | DNP  | DNP  | DNP  | DNP  | DNP  |
| 英国公开赛 | CUT  | T23  | T27  | T56  | CUT  | DNP  | DNP  | CUT  | DNP  | CUT  |
| PGA锦标赛  | T72  | 76   | CUT  | T67  | CUT  | T65  | CUT  | T65  | CUT  | T63  |

| 赛事       | 1990 | 1991 | 1992 | 1993 | 1994 | 1995 | 1996 | 1997 | 1998 | 1999 |
| ---------- | ---- | ---- | ---- | ---- | ---- | ---- | ---- | ---- | ---- | ---- |
| 美国名人赛 | CUT  | CUT  | CUT  | CUT  | CUT  | CUT  | CUT  | CUT  | CUT  | CUT  |
| 美国公开赛 | DNP  | DNP  | DNP  | DNP  | CUT  | DNP  | DNP  | DNP  | DNP  | DNP  |
| 英国公开赛 | CUT  | DNP  | DNP  | DNP  | DNP  | CUT  | DNP  | DNP  | DNP  | DNP  |
| PGA锦标赛  | CUT  | CUT  | CUT  | CUT  | CUT  | DNP  | DNP  | DNP  | DNP  | DNP  |

| 赛事       | 2000 | 2001 | 2002 | 2003 | 2004 |
| ---------- | ---- | ---- | ---- | ---- | ---- |
| 美国名人赛 | CUT  | CUT  | CUT  | CUT  | CUT  |
| 美国公开赛 | DNP  | DNP  | DNP  | DNP  | DNP  |
| 英国公开赛 | DNP  | DNP  | DNP  | DNP  | DNP  |
| PGA锦标赛  | DNP  | DNP  | DNP  | DNP  | DNP  |

DNP = 未参赛

WD = 因伤退赛

CUT = 遭半程淘汰

"T" 意指并列名次。

绿色底色表示冠军。黄色底色表示进入前十名。

### 四大赛成绩统计
- 参赛：142次
- 夺冠：7次
- 亚军（含并列）：10次
- 前三名（含并列）：19次
- 前五名（含并列）：26次
- 前十名（含并列）：38次
- 连续保持前十名次数：连续6次